# RS09

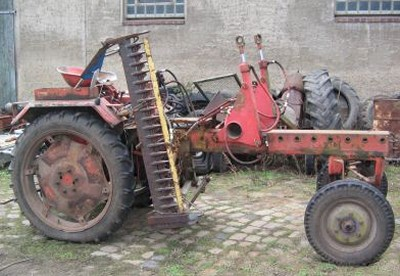
RS09 s žací lištou

Fortschritt RS09 byl německý traktor a nosič zemědělského nářadí. Jedná se o jednoduchý stroj, který byl dodáván z tehdejší Německé demokratické republiky do států východního bloku, byl užíván i v Československu, stále ho ještě díky své nenáročnosti můžeme ojediněle vidět u českých soukromých zemědělců.
První stroje RS09, které se vyráběly od roku 1955, měly vzduchem chlazený dvouválcový benzínový motor, od roku 1962 byla dodávána verze s dvouválcovým vznětovým motorem. Konstrukce traktoru byla jednoduchá, v zadní části byl umístěn motor, převodovka, pohon kol brzdové ústrojí, a ovládací mechanismy. Stroj byl bez kabiny, některé verze však měly ochranný rám, který mohl být opatřen i plachtou proti nepříznivým povětrnostním vlivům. Střed stroje tvořil nosník (traverza), na který se daly zavěsit či umístit různé zemědělské mechanismy (např. kypřiče půdy, postřikovače). Na přední části nosníku byla instalována přední náprava s řízenými koly.
Po ukončení výroby a dodávek „er-e-sů“ a jejich náhradních dílů do Československa docházelo k úpravám těchto traktorů, byly do nich např. instalovány motory domácí výroby zn. Zetor nebo Slavia.

## Technické údaje
- Motor: 4-taktní diesel 2KVD4
- Obsah: 1145 cm³
- Výkon: 18 hp

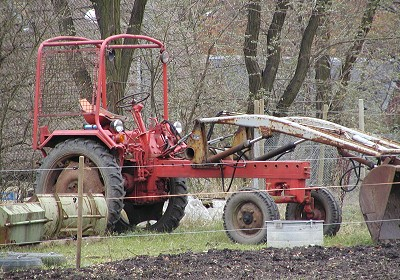
RS09 s ochranným rámem

- Pneumatiky: přední: 6.00-16, zadní: 8-36
- Spojka: K 12 suchá
- Max. rychlost: 15,50 km/h
- Brzdy: bubnové
- Délka: 3878 mm
- Šířka: 1520 mm
- Výška: 1645 mm
- Poloměr otáčení: 2,6 m
- Hmotnost: 1070 kg